# Resolució 232 del Consell de Seguretat de les Nacions Unides
La Resolució 232 del Consell de Seguretat de les Nacions Unides, aprovada per unanimitat el 16 de desembre de 1966, va assenyalar amb preocupació que els esforços per trencar l'activitat econòmica internacional amb colònia de Rhodèsia del Sud no havien aconseguit acabar amb la rebel·lió, el Consell va decidir que tots els Estats membres impedissin la importació d'amiant, mineral de ferro, crom, sucre, tabac, coure o productes animals que s'havien originat a Rhodèsia del Sud. A més, les activitats de qualsevol dels seus nacionals destinades a promoure l'exportació d'aquestes mercaderies o la importació d'armes, municions de tota classe, avions militars, vehicles militars i equips i materials per a la fabricació i manteniment d'armes i municions, juntament amb un total embargament de petroli i productes derivats del petroli, tot i que es va fer una excepció per als contractes concedits abans d'aquesta resolució.
El Consell també va reafirmar els drets inalienables del poble de colònia de Rhodèsia del Sud a la llibertat i la independència i va reconèixer la legitimitat de la seva lluita.
La resolució es va aprovar amb 11 vots a cap; la República Popular de Bulgària, França, Mali i la Unió Soviètica es van abstenir.